# Förlorad igen
"Förlorad igen" är en sång skriven av Niklas Strömstedt. Den finns med på hans studioalbum En gång i livet från 1989 och släpptes som vinylsingel samma år, den fjärde och sista från albumet.
Som B-sida till singeln valdes låten "Allting nu!", även den skriven av Strömstedt. Singeln producerades och arrangerades av Strömstedt.
"Förlorad igen" tog sig inte in på Svenska singellistan men väl på Svensktoppen. Där låg den 21 veckor mellan den 7 januari och 2 juni 1990, som bäst på tredje plats.
I sjätte säsongen av Så mycket bättre gjorde Sven-Bertil Taube en tolkning av låten. 

## Låtlista
1. "Förlorad igen" – 3:51
2. "Allting nu!" – 5:04

## Medverkande musiker
- Pelle Alsing – cymbal
- Vicki Benckert – sång, bakgrundssång
- Peter Hallström – bakgrundssång
- Jonas Isacsson – gitarr
- Magnus Lind – dragspel
- Niklas Strömstedt – keyboards, sång